# Equació de Korteweg-de Vries

Solució numèrica de l'equació KdV amb δ = 0.022 i una condició inicial de u(x, 0) = cos(πx)

En matemàtiques, l'equació de Korteweg-de Vries (normalment abreviada com KdV) és un model matemàtic de les ones superficials d'aigües poc profundes. El model fou formulat pels matemàtics holandesos Diederik Korteweg i Gustav de Vries el 1895.
Es tracta de l'equació diferencial parcial
{\displaystyle u_{t}+u_{xxx}-6uu_{x}=0}
o, en forma expandida:
{\displaystyle {\frac {\delta y}{\delta t}}+{\frac {\delta ^{3}y}{\delta x^{3}}}-6y{\frac {\delta y}{\delta x}}=0}
És, doncs, una funció real, {\displaystyle y}, que depèn de dues variables reals: l'espai, {\displaystyle x}, i el temps,{\displaystyle t}.